# دیوید اچ. هیوبل
دیوید اچ. هیوبل (انگلیسی: David H. Hubel؛ زاده ۲۷ فوریهٔ ۱۹۲۶ درگذشته ۲۲ سپتامبر ۲۰۱۳) یک دانشمند در زمینهٔ عصب‌پژوهی اهل کانادا بود. او به خاطر پژوهش‌هایش در زمینه ساختار و کارکرد لایه بینایی مغز شناخته می‌شود. او به همراه تورشتن ویسل برای یافته‌هایش در زمینه پردازش اطلاعات در سیستم بینایی در سال ۱۹۸۱ برنده جایزه نوبل فیزیولوژی و پزشکی و همچنین در سال ۱۹۷۸ به همراه ویزل برنده جایزه جایزه لوئیزا گراس هوروویتس از دانشگاه کلمبیا شد.